# Перихондритис спољашњег ува
Перихондритис или запаљење око хрскавице спољашњег ува је инфекција перихондријума ушне шкољке код које се гној накупља између хрскавице и перихондрија. Као могући узроци перихондритиса наводе се: траума, уједи инсеката, бушење ува (пирсинг) и инцизије површних инфекција ушних шкољки. Будући да перихондриј омогућава снабдевање хрскавице крвљу, његово одвајање са обе стране хрскавице може изазвати аваскуларну некрозу и деформације ушне шкољке. Код тежих случајева може се развити септичка некрозе, претежно због инфекције грам-негативним бацилима. Знаци болести су црвенило, бол и оток. Болест се се развија споро, дуготрајна је и разарајућа по спољашње уво.

## Клиничка анатомија спољашњег ува
Спољашње уво (лат. аuris externa)
Спољашње уво се састоји од ушне шкољке и спољашњег слушног ходника. Њихов улога је сакупљање и вођење звучних таласа из спољашњег окружења до мембране бубне опне. смештене на дну слушног ходника, где их даље преузима средње уво.
Ушна шкољка (лат. аuris)
Као што јој и само име каже, анатомски је облик шкољка са неколико набора које јој даје хрскавичава подлога преко чијег перихондријума је кожа
за њу директно срасла. Код човека ушна шкољака има више естетски него функционални значај јер и њено потпуно одсуство не утиче битно на слух.

## Етиопатогенеза
Ако гнојна инфекција масивно продре у перихондријум ушне шкољке приликом задесне или оперативе повреде (најчешће након радикалне трепанације темпоралне кости), она се брзо шири преко читаве површине шкољке као перихондритис (лат. perichondritis auriculae). Шкољка постоја већа и, задебљана, румена, укрућена и болна. И околина ушне шкољке је отечена и црвена. Телесна температура је умерено повишена. Запаљење перихондријума доводи након неколико дана до коликвације хрскавице и до гнојења. Стварају се апсцеси и фистуле, који трају док шкољка не изгуби већи део своје хрскавични подлоге. Она се смежура и стисне, па на крају остане од ње само безоблични, ожиљасти кожни набор у које се једва може наћи по неки остатак хрскавице.

## Клиничка слика
Клиничка слика се карактерише црвенилом (еритемом) и отоком спољашњег уха. Може бити присутна и цервикална (вратна) лимфаденопатија повезана са хиперпирексијом (повишеном температуром) и хипералгезијом (болом и/или болом на додир) периаурикуларних ткива.

## Терапија
Лечи се:
- масовном инцицизијом и дренажом садржаја захваћеног дела ушне шкољке,
- топлим облогама и
- применом системских аминогликозида и полусинтетског пеницилина. Каснији избор антибиотика зависи од налаза у култури исцедка и антибиограма.[5]